# 489
| [ Edytuj tabelę ]          |                                        |
| Cesarz Bizancjum           | - 474 Zenon 491                        |
| Król Franków               | - 481 Chlodwig I 511                   |
| Król Kentu                 | - 488 Oisc 512                         |
| Patriarcha Konstantynopola | - 488 Frawitas 489 - 489 Eufemiusz 495 |
| Władca Korei               | - 413 Changsu 491                      |
| Król Mercji                | - 488 Icel 501                         |
| Król Munsteru              | - 453 Óengus 489 - 489 Fedlimid 493    |
| Król Ostrogotów            | - 471 Teodoryk Wielki 526              |
| Papież                     | - 483 Feliks III 492                   |
| Król Persji                | - 488 Kawad I 531                      |
| Król Wandalów              | - 484 Guntamund 496                    |
| Król Wizygotów             | - 484 Alaryk II 507                    |

Rok 489 / CDLXXXIX
stulecia: IV wiek ~
V wiek ~
VI wiek

lata: 479 «
484 «
485 «
486 «
487 «
488 «
489
» 490
» 491
» 492
» 493
» 494
» 499

## Wydarzenia
Europa
- Teodoryk Wielki, król Ostrogotów, rozpoczął podbój Italii.
- 28 sierpnia – w bitwie nad rzeką Isonzo wojska Ostrogotów pod wodzą Teodoryka pokonały sprawującego rządy w całej Italii wodza germańskiego z plemienia Skirów, Odoakra.
- Patriarcha Konstantynopola Akacjusz, odwołany ze stanowiska, został ekskomunikowany przez papieża Feliksa III. Był to początek pierwszej poważnej schizmy (trwała do 519 roku).

Azja
- Zbudowana została chińska Świątynia Qixia.

## Zmarli
- 26 listopada – Akacjusz, patriarcha Konstantynopola